# 세묜 모길레비치
틀:Infobox FBI Ten Most Wanted
세묜 유트코비치 모길레비치(러시아어: Семён Юдкович Могилевич, ru; 우크라이나어: Семен Юдкович Могилевич 세멘 유트코비치 모힐레비치[*], uk; 1946년 6월 30일 출생)는 우크라이나 태생의 러시아 조직범죄 보스이다. 그는 유럽 연합과 미국의 기관들에 의해 세계 대부분의 러시안 마피아 조직의 "보스 중의 보스"로 묘사되며, 수십억 달러 규모의 국제 범죄 제국을 지휘하는 것으로 알려져 있고, 연방수사국 (FBI)에 의해 "세계에서 가장 강력하고 위험한 갱스터"로 묘사된다. 그는 전 세계의 저명한 정부, 군사, 법 집행 관료 및 유력 정치인들과의 연결망을 통해 막대한 권력과 영향력을 가지고 있다. 그는 FBI에 의해 "무기 밀매, 청부살인, 갈취, 마약 밀매, 그리고 국제적인 규모의 성매매" 혐의를 받고 있다.
모길레비치의 별명은 "돈 세묜"과 "똑똑한 돈"(그의 사업 수완 때문에)이다. 미국 외교 전문에 따르면, 그는 러시아-우크라이나 가스 분쟁에 적극적으로 관여하는 회사인 로스우크르에네르고를 통제하고 있으며, 이반 고르디옌코의 파트너이다.
2014년 2월 우크라이나 대통령 대행으로 지명된 올렉산드르 투르치노우는 2010년 모길레비치 관련 파일을 파괴한 혐의로 법원에 출두했다. 러시아 FSB 탈주자 알렉산드르 리트비넨코는 암살 직전 모길레비치가 1990년대부터 블라디미르 푸틴과 "좋은 관계"를 유지했다고 주장했다.
로널드 레이건과 조지 H. W. 부시 대통령 재임 기간인 1987년부터 1993년까지 연방수사국장을 지낸 윌리엄 S. 세션스는 2020년 6월 12일 사망할 때까지 모길레비치의 미국 내 변호사였다.

## 생애

### 초기 생애
모길레비치는 1946년 키이우의 포딜 지역에서 유대인 가족에게서 태어났다. 그는 르비우 대학교에서 경제학을 전공했다.
그의 첫 상당한 재산은 이스라엘을 포함한 이주를 열망하는 동료 소련 유대인(주로 우크라이나인과 러시아인)을 사기쳐서 얻은 것이다. 모길레비치 자신도 1990년에 잠시 이스라엘에 살았다. 일부 보고서에 따르면, 모길레비치는 1980년대 키이우에서 이주한 유대인 소유의 보석과 미술품을 중개 판매하여 상당한 돈을 벌었다. 모길레비치는 그들의 자산을 매입하고, 공정 시장 가치로 판매하며, 수익금을 전달하는 거래를 했다. 그러나 그는 단순히 자산을 판매하고 수익금을 가로챘다. 그는 외환 거래 위반으로 3년과 4년의 두 차례 징역형을 살았다.
1980년대에 FBI에 따르면 모길레비치는 솔른쳅스카야 브라트바의 주요 돈세탁 접촉책이었다.

### 헝가리
1991년 초, 모길레비치는 헝가리로 이주하여 헝가리인 여자친구 카탈린 파프와 결혼했다. 그는 최소 세 명의 자녀를 두고 있다: 전처 타티아나 마르코바와의 딸, 전처 갈리나 그리고리예바와의 아들, 그리고 파프와의 아들. 파프와의 결혼을 통해 그는 헝가리 여권을 취득했다. 부다페스트 외곽의 요새화된 빌라에 살면서 그는 여러 사업에 계속 투자했다. 그는 대공포를 생산하는 지역 무기 공장 "아미 코-옵"을 매입했다.
1994년, 모길레비치 그룹은 은행 회장 블라디미르 비노그라도프와의 비밀 계약을 통해 러시아 최대 사립 은행 중 하나인 잉콤뱅크에 대한 통제권을 얻어 세계 금융 시스템에 직접 접근할 수 있게 되었다. 이 은행은 1998년 돈세탁 혐의로 붕괴되었다.

### 체코 습격
1995년 5월, 프라하에서 모길레비치와 세르게이 미하일로프, 솔른쳅스카야 브라트바 수장 간의 회동이 체코 경찰에 의해 급습되었다. 이 행사는 솔른쳅스카야 마피아 부두목 중 한 명의 생일 파티였다. 모길레비치 소유의 레스토랑 "우 홀루부"(U Holubů)에 있던 200명의 파티 참석자(수십 명의 매춘부 포함)가 구금되었고 30명이 추방되었다. 경찰은 솔른쳅스카야 그룹이 500만 달러의 미납금 문제로 파티에서 모길레비치를 처형할 계획이라는 정보를 입수했다. 그러나 모길레비치는 결코 도착하지 않았고, 러시안 마피아와 협력하는 체코 경찰 고위 인사가 그에게 경고했을 것으로 추정된다. 곧이어 체코 내무부는 그에게 10년간의 입국 금지를 부과했고, 헝가리 정부는 그를 페르소나 논 그라타로 선언했으며, 영국은 그를 "세계에서 가장 위험한 인물 중 한 명"으로 선언하며 영국 입국을 금지했다.

### 토론토 거래소
1997년과 1998년, 토론토 증권거래소(TSX)에 상장된 공개 회사인 YBM 마그넥스 인터내셔널(YBM Magnex International Inc.) 뒤에 모길레비치, 미하일로프 및 러시안 마피아 관련 인물들이 존재한다는 사실이 캐나다 언론인들에 의해 폭로되었다. 1998년 5월 13일, FBI 및 기타 여러 미국 정부 기관의 수십 명 요원들이 펜실베이니아주 뉴타운에 있는 YBM 본부를 급습했다. TSX에서 10억 달러로 평가되던 이 공개 회사의 주식은 하룻밤 사이에 가치가 없어졌다.

### 이탈리아계 미국 마피아와의 유독 폐기물 계획
1998년, FBI 정보원은 국에 모길레비치의 로스앤젤레스 최고 부하 중 한 명이 뉴욕 출신의 두 명의 러시아인과 제노베제 범죄 조직과의 연계를 통해 미국의 유독 폐기물을 러시아나 우크라이나에 버리는 계획을 협상했다고 알렸다. 로스앤젤레스에서 온 모길레비치의 부하는 레드 마피아가 "아마도 그곳의 오염 제거 관계자에게 뇌물을 주어" 체르노빌 지역(우크라이나)에 유독 폐기물을 처리할 것이라고 말했다고, 기밀 FBI 보고서에 명시되어 있다.

### 돈세탁 및 탈세
1998년까지 잉콤뱅크와 방크 메나테프는 뱅크 오브 뉴욕을 통해 100억 달러 규모의 돈세탁 계획에 참여했다. 모길레비치는 또한 무과세 난방유가 고세율 자동차 연료로 판매된 대규모 탈세 사기에도 연루된 것으로 의심받았는데, 이는 1990년에서 1991년경에 터진 가장 큰 스캔들 중 하나였다.
추정치에 따르면 판매된 연료의 최대 3분의 1이 이 계획을 통해 이루어졌으며, 이는 중앙유럽(체코, 헝가리, 슬로바키아, 폴란드)의 여러 국가에 막대한 세금 손실을 초래했다. 체코에서는 이 스캔들로 인해 납세자들이 약 1천억 CZK(약 50억 달러)의 피해를 입었으며 다른 사건 외에도 살인 사건과 문제에 대해 글을 쓰는 기자의 암살 시도도 포함되었다.
2003년, 미국 연방수사국은 캐나다 회사 YBM 마그넥스 인터내셔널(YBM Magnex International Inc.) 투자자들을 속인 계획에 연루된 혐의로 모길레비치를 "수배자 목록"에 올렸다. 무기 밀매 및 성매매 혐의로 그를 기소하려는 이전의 실패한 노력에 좌절한 그들은 이제 대규모 사기 혐의를 그를 추적할 가장 좋은 희망으로 삼았다. 그는 현존하는 가장 강력한 러시아 마피아로 간주되었다. 2006년 인터뷰에서 전 클린턴 행정부 조직범죄 담당관 존 와이너는 다음과 같이 말했다. "세묜 모길레비치는 제가 만난 조직범죄자 중 가장 심각한 인물이며, 그가 청부살인에 책임이 있다고 확신합니다."
모길레비치는 2008년 1월 24일 모스크바에서 탈세 혐의로 체포되었다. 보석이 결정되었고, 그는 2009년 7월 24일에 풀려났다. 그의 석방에 대해 러시아 내무부는 그에 대한 혐의가 "특별히 중대한 성격이 아니기 때문에" 석방되었다고 밝혔다.
이반 푸르신은 모길레비치와 긴밀하게 연결되어 있다.

### 미국의 체포 노력
2009년 10월 22일, FBI는 모길레비치를 10대 수배자 명단에 494번째 지명수배자로 등재했다. FBI는 2015년 12월, 미국이 범죄인 인도 조약을 맺지 않은 국가에 거주한다는 이유로 그가 더 이상 목록 기준을 충족하지 못한다고 판단하여 그를 목록에서 삭제했다.
FBI 보고서에 따르면 모길레비치는 카모라와 동맹 관계였으며, 특히 줄리아노 클랜의 하급 조직원인 살바토레 데 팔코와 연계되었다. 모길레비치와 데 팔코는 1993년 프라하에서 회동을 가졌다.
FBI에 따르면 모길레비치는 모스크바에서 자유롭게 살고 있다. 모길레비치 자신에 대해서는 전 세계 정부 법 집행 기관들이 10년 넘게 그를 기소하려고 노력했지만, 한 기자의 말에 따르면 그는 "잘못된 시간에 잘못된 장소에 절대 있지 않는 재주"가 있었다.
모길레비치와 그의 동료 미하일로프는 1990년대 후반부터 서방 여행을 중단했다.
2022년 4월 6일, FBI는 미국 국무부와 협력하여 모길레비치를 체포하기 위한 노력을 다시 시작했다. 국무부의 초국가적 조직범죄 보상 프로그램은 현재 모길레비치의 "체포 및 유죄 판결로 이어지는" 정보에 대해 최대 500만 달러의 보상금을 제공한다.

## 내용주
1. ↑  2000년 미콜라 멜니첸코 녹취록에서 모길레비치와 가까운 데르카흐는 블라디미르 푸틴이 레닌그라드 초창기부터 모길레비치와 매우 가깝다고 진술했다.[10][11]